# ヌフ＝マルシェ
ヌフ＝マルシェ （Neuf-Marché）は、フランス、ノルマンディー地域圏、セーヌ＝マリティーム県のコミューン。

## 地理
コミューンは、エプト川谷に位置する。

## 由来
地名は、1060年代にラテン語のつづりNovo mercatoであったことが証明されている。それは『新しい市場』を意味している。

## 歴史
アルジュやグルネー＝アン＝ブレ、サン＝クレール＝シュル＝エプト、フェリエール、ダンピエール＝アン＝ブレ、エルブフ＝アン＝ブレ、アヴェーヌ＝アン＝ブレと同様に、ガイウス・ユリウス・カエサルによるガリア戦争のさなか、ヌフ＝マルシェには住居群が存在していた。
915年、村は要塞化され、サン・ピエール参事会管理教会が建設された。これは1047年に4人の教会参事会会員の手にゆだねられている。
1118年から1120年の間には城が再建され、1128年にはイングランド王ヘンリー1世によって参事会管理教会が再建された。
1158年8月31日、ヌフ＝マルシェのサン・ピエール参事会管理教会において、イングランド王ヘンリー2世の3歳の息子若ヘンリーが、フランス王ルイ7世の王女で生後数か月のマルグリットと婚約している。
1160年7月、同じ参事会管理教会内において、教会会議はローマ教皇アレクサンデル3世を選出し、対立教皇ウィクトル4世の選出を無効とした。
1195年、フィリップ尊厳王がリチャード獅子心王をヌフ＝マルシェへ連れて行った。
1419年、ヘンリー5世はヌフ＝マルシェを包囲し、陥落させ、要塞を破壊した。
ヌフ＝マルシェのフラマンという土地と、マンヌヴィルのルジュマールという土地では、1914年9月16日、ドイツ軍コマンドとフランス国家憲兵隊との間で驚くべき戦いが起きた。

## 人口統計
| 1962年 | 1968年 | 1975年 | 1982年 | 1990年 | 1999年 | 2006年 | 2015年 |
| ------ | ------ | ------ | ------ | ------ | ------ | ------ | ------ |
| 600    | 569    | 536    | 514    | 568    | 635    | 671    | 684    |

参照元:1962年から1999年までは複数コミューンに住所登録をする者の重複分を除いたもの。それ以降は当該コミューンの人口統計によるもの。1999年までEHESS/Cassini、2006年以降INSEE

## 史跡
- ヴァルドのシャトー - 現在は私有。アンリ4世の庶子アントワーヌ・ド・ブルボン＝ビュエイユがここで生まれた。建物は現在ルイ18世様式。
- アンリ1世・ボークレールの城 - 現在は廃墟。アンリ1世・ボークレールとはイングランド王ヘンリー1世のこと。この城は、仏英間の多くの戦いで標的となった。
- サン・ピエール参事会管理教会[7].
- ルジュマールおよびフラマンの戦いの記念碑 - ロベール・ドゥランドルの手による彫刻

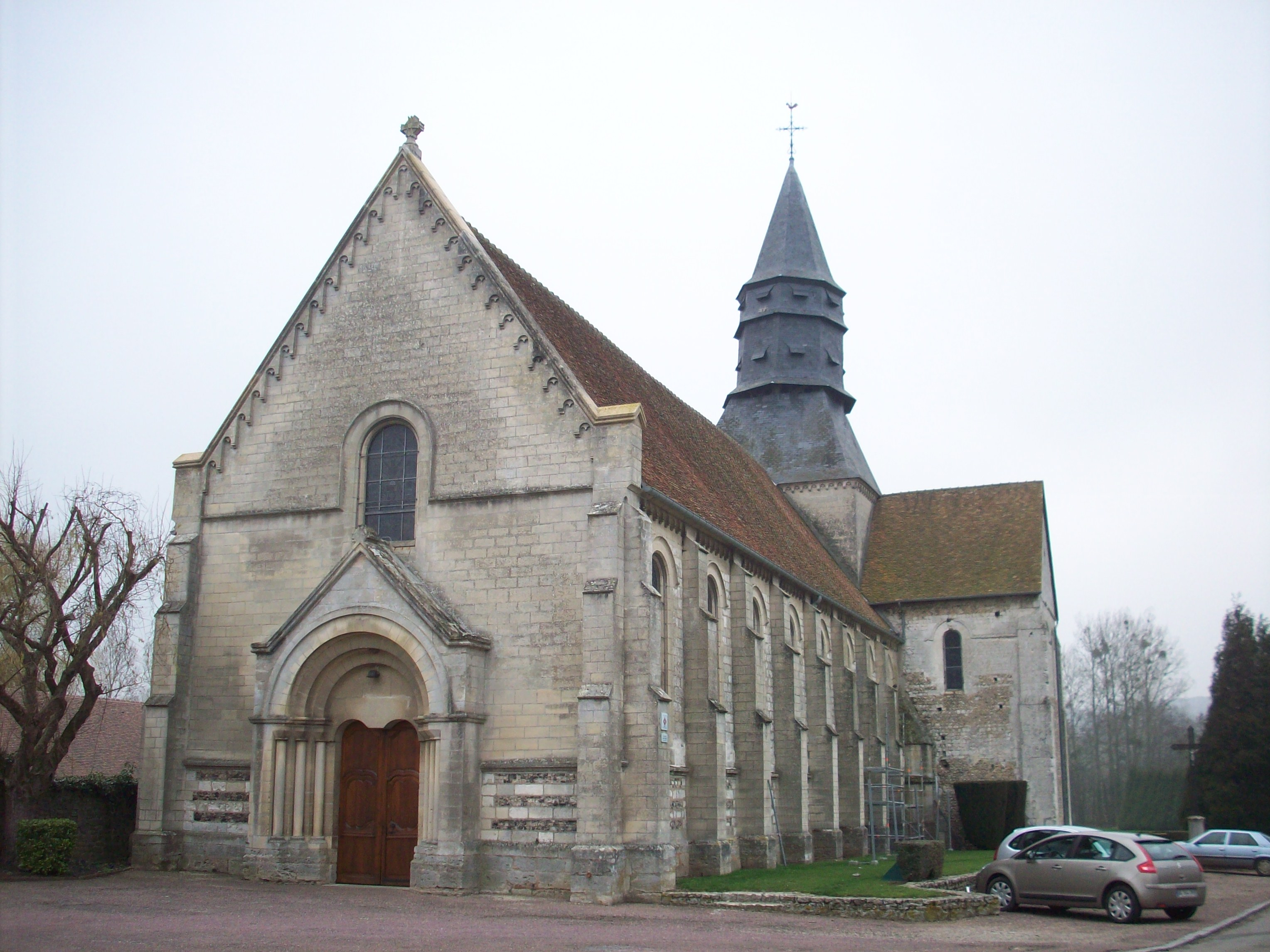
サン・ピエール参事会管理教会
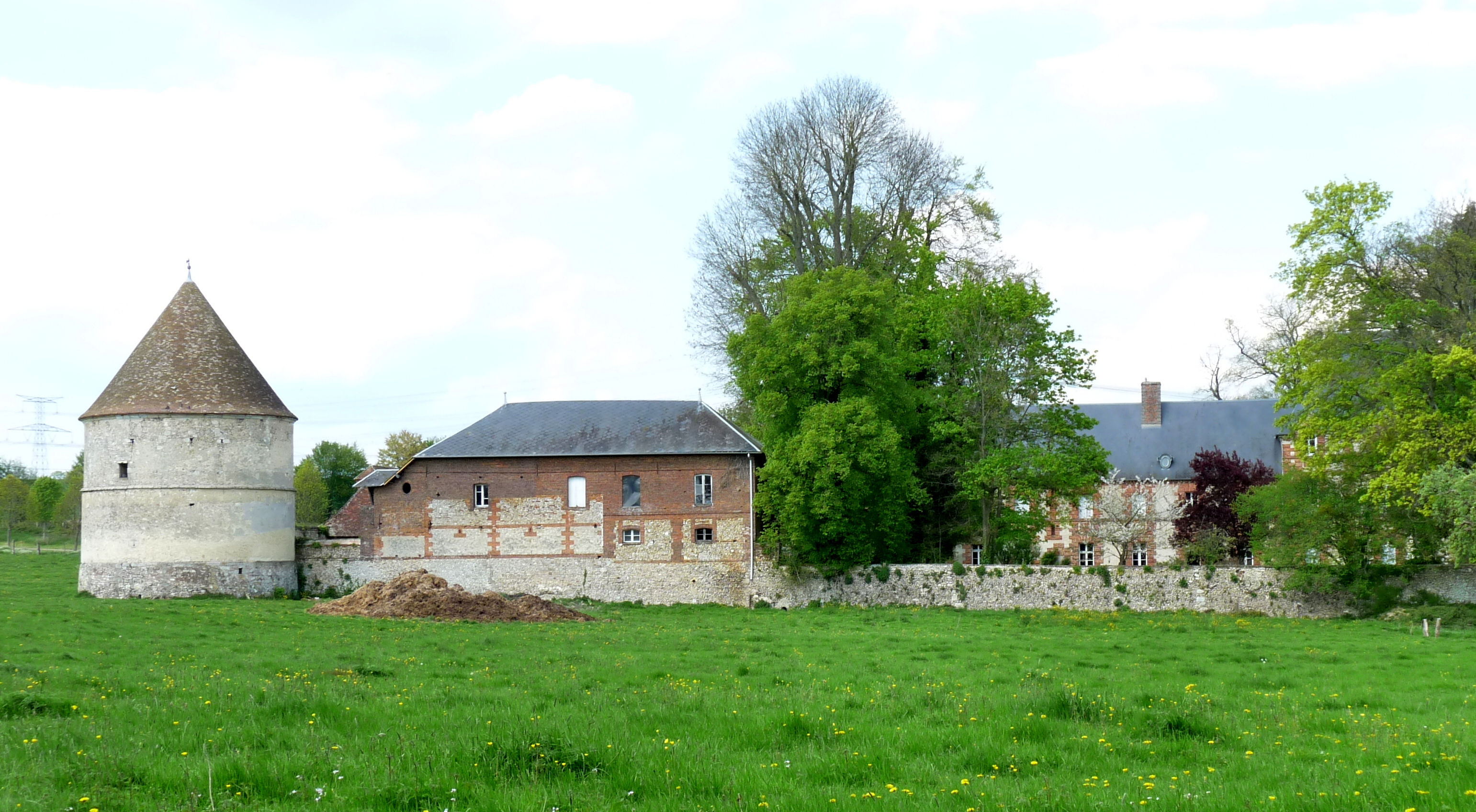
ヴァルドのシャトー

## 参照
1. ↑  de Beaurepaire, François (1979). Les Noms des communes et anciennes paroisses de la Seine-Maritime (フランス語). préf. fr:Marianne Mulon. Paris: A. et J. Picard. p. 115. ISBN 2-7084-0040-1. OCLC 6403150。
2. ↑  François de Beaurepaire, op. cit.
3. ↑  La Normandie dans la Grande Guerre
4. ↑  http://cassini.ehess.fr/cassini/fr/html/fiche.php?select_resultat=24751
5. ↑  https://www.insee.fr/fr/statistiques/3293086?geo=COM-76463
6. ↑  http://www.insee.fr
7. ↑   Frédéric Épaud, De la charpente romane à la charpente gothique en Normandie, CRAHM, 2007 ISBN 978-2-902685-39-4 p. 251-264